# Боб Воллес
Боб Воллес (англ. Bob Wallace; 4 жовтня 1938, Окленд, Нова Зеландія — 19 вересня 2013, Фінікс, Аризона, США) — водій-випробувач, інженер-механік з Нової Зеландії. Найбільш відомий своєю роботою головним водієм-випробувачем на італійського виробника спортивних автомобілів Lamborghini з 1963 до 1975 рік. Воллес відіграв ключову роль у розробці двигуна Lamborghini V12 та кількох перших автомобілів марки, випущених у 1960-х та 1970-х роках. Його учень Валентино Бальбоні пропрацював у Lamborghini протягом 40 років.

## Біографія

### Початок кар'єри інженера-механіка
Боб Воллес народився 4 жовтня 1938 року у Новій Зеландії, місті Окленд. У дитинстві Боб захоплювався автомобілями та їх модифікуванням, а у підлітковому віці він приєднався до команд, які відвідали його країну для участі у зимових перегонах. У 1960 році Боб покинув Нову Зеландію і відправився до Великої Британії, де деякий час працював в компанії Lotus Cars. У тому ж році він переїхав до Італії, де влаштувався автомеханіком спочатку у перегоночну команду Camoradi, а потім у Scuderia Serenissima. У Camoradi Боб працював над Maserati Tipo 61 «Birdcage» і Chevrolet Corvette, а також як механік брав участь у перегонах 24 години Ле-Мана 1960 року. У Scuderia Serenissima Боб працював над розробкою Ferrari 250 GTO та Ferrari TR. У тому ж році у Scuderia Ferrari Боб став головним механіком Філа Гілла, який виграв чемпіонат світу з автоперегонів у класі Формула-1 на 1,5-літровому боліді. Maserati Birdcage, керований американським гонщиком Ллойдом Каснеромгієп з Бобом Воллесом як головним механіком, домінував у перегонах 1000 км Нюрбургрингу 1960 та 1961 років.

### Робота в компанії Lamborghini
У 1963 році Боб звернув увагу на новий автомобільний завод у Сант'Агата-Болоньєзе, який належав компанії Automobili Lamborghini S.p.a., заснованій того ж року, він був найнятий Lamborghini на посаду автомеханіка. Спочатку роль Боба полягала в сприянні виробництву моделі 350 GT, він займався будівництвом деяких з перших серійних екземплярів, а також усуненням неполадок. Також Боб надавав допомогу в розробці двигуна Lamborghini V12. Незабаром Боб Воллес став головним водієм-випробувачем компанії. Більшість дорожніх випробувань автомобілів марки Lamborghini проводилися на дорогах загального користування, як-от автостради та гірські дороги. Щоб під час випробувань прототипів не потрапити на камеру папараці, Боб брав випробовувані автомобілі на ніч і їздив на них, доводячи до межі можливостей. Коли він повертався на територію заводу, то давав висновок і рекомендації: на що автомобіль здатний, і що необхідно змінити. З 5:30 до 15:00 години Боб випробовував автомобілі на автостраді за маршрутом перегони Mille Miglia або на трасах Мізано й автодрому Ріккардо Палетті. Після тестів Боб готував звіт для конструкторського бюро заводу про недоліки та проблеми автомобіля, з якими він зіткнувся протягом випробувань.
З 1965 до 1966 рік Боб Воллес працював у команді з Паоло Станцані та Джан Паоло Далларойгі над розробкою Lamborghini Miura. Він провів великі дорожні випробування спочатку прототипів, а потім і серійних екземплярів цієї моделі. Так само Боб брав участь у розробці інших моделей: 400 GT, Islero, Urraco, Jarama, Espada та Countach, включно з дорожніми випробуваннями прототипу lp500. Під час своєї роботи на заводі Lamborghini Боб спроєктував і зібрав три модернізовані версії серійних автомобілів Lamborghini: Miura Jota у 1970 році, Jarama «Rally» у 1973 році та Urraco «Rally» у 1974 році. Він серйозно модернізував ці автомобілі для поліпшення їх динамічних характеристик. На Urraco «Rally» Боб брав участь у перегонах на трасі Мізано, де зміг показати хороший результат.

У 1974 році Ферруччо Ламборгіні продав компанію Lamborghini, а наступного 1975 року Боб Воллес покинув її. Після відходу Боба головним водієм-випробувачем компанії став його учень Валентино Бальбоні.

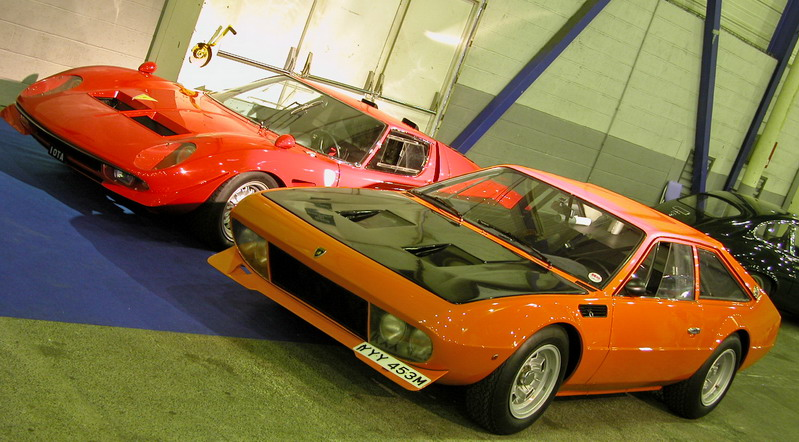
Ліворуч відтворена Miura Jota. Праворуч Jarama «Rally»
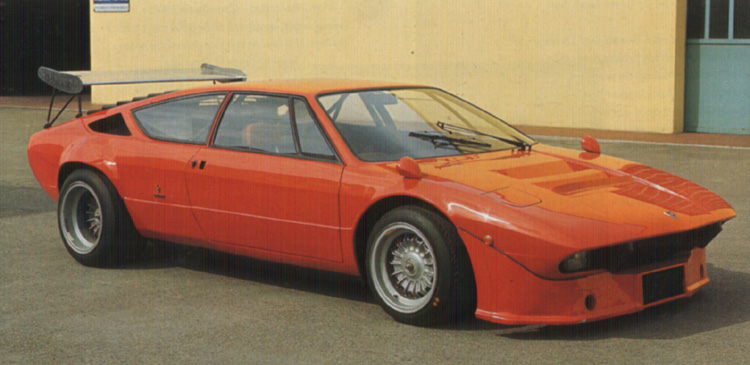
Urraco "Rally"

### Після відходу з компанії Lamborghini
У 1975 році Воллес з дружиною повернувся в Нову Зеландію, але всього через три місяці він переїхав до США, місто Фінікс, де відкрив майстерню з ремонту екзотичних автомобілів, як-от Lamborghini та Ferrari. У 1977 році Боб зі своєю дружиною Анною потрапив в автомобільну аварію. Через сильний бічний удар вона отримала серйозну травму голови, яка через 21 рік призвела до її смерті. У 2013 році Боб був запрошений президентом Automobili Lamborghini S.p.a. Стефаном Вінкельманом на Ювілейне святкування з нагоди 50-річчя з дня заснування компанії Lamborghini. Однак через погане самопочуття Боб не брав участі у заході. Боб Воллес помер того ж року.